# Kolej krzesełkowa na Kopę
Kolej krzesełkowa na Kopę (Kolej krzesełkowa „Zbyszek”, Karpacz Ski Arena) – całoroczna kolej krzesełkowa z Karpacza na Kopę, w Karkonoszach. W latach 1959–2017 funkcjonowała z krzesełkami 1-osobowymi, od 26 kwietnia 2018 z kanapami 4-osobowymi i dwiema gondolami dla osób niepełnosprawnych. Przebiega przez teren Karkonoskiego Parku Narodowego. Jest częścią kompleksu narciarskiego Karpacz Ski Arena Stanowi najłatwiejszy sposób dotarcia z Karpacza na Śnieżkę, która znajduje się w odległości 2,5 km od górnej stacji (wędrówka zajmuje około 50 minut). Operatorem kolei jest spółka z o.o. Karpacz Ski Arena, która do 2018 występowała pod nazwą „Miejska Kolej Linowa Karpacz”.

## Historia
Po II wojnie światowej planowano budowę wyciągu saniowego na Kopę, mającego funkcjonować wyłącznie w sezonie zimowym. Prace koncepcyjne w tym zakresie rozpoczęły się już w 1945. Pomimo poczynionych nakładów, planowanej inwestycji nie ukończono. W latach 1958–1959, na tej samej trasie co planowany wyciąg saniowy, zbudowana została całoroczna kolej krzesełkowa. Wybudował ją Mostostal, w oparciu o projekt Krakowskiego Biura Projektowo-Badawczego Budownictwa Przemysłowego. 22 lipca 1959, podczas obchodów Narodowego Święta Odrodzenia Polski odbyły się pierwsze jazdy próbne. Koszt budowy kolei wyniósł prawie 12 milionów złotych. Podpory wykonał Mostostal Zabrze. Uroczystego otwarcia kolei dokonał Henryk Janulewicz, przewodniczący Prezydium Powiatowej Rady Narodowej w Jeleniej Górze, 1 stycznia 1960.
Pod koniec lat 80. XX wieku kolej została zmodernizowana: powstały wyższe podpory, zamontowany został mocniejszy silnik, nowa przekładnia i lina. Bez zmian pozostały budynki stacji. Po modernizacji została oddana do użytku 23 października 1991.
Od początku istnienia kolei do 1984 jej kierownikiem był Zbigniew Pawłowski (1925–2010). Od 15 października 1995 kolej na jego cześć nosi nazwę „Zbyszek”.
W 1999 oddano do użytku, funkcjonującą wzdłuż dolnego fragmentu kolei na Kopę, kolej krzesełkową „Liczykrupa” z krzesełkami 2-osobowymi, o długości 924 m, pokonująca różnicę wzniesień 124 m, o zdolności przewozowej 1400 osób na godzinę. Kolej ta służy wyłącznie do przewozu narciarzy.

## Przebudowa
14 kwietnia 2014 operator złożył wniosek o wszczęcie postępowania na wydanie decyzji o pozwoleniu na budowę 4-osobowej automatycznie wyprzęganej kolei krzesełkowej wraz z rozbudową infrastruktury towarzyszącej. 26 września 2014 projekt pozytywnie zaopiniowała Rada Naukowa Karkonoskiego Parku Narodowego. Pozwolenie na budowę wydano na przełomie 2014 i 2015. Oznaczać to miało likwidację wyciągu orczykowego „Liczyrzepa”, przebudowę budynków górnej i dolnej stacji kolei krzesełkowej, poszerzenie połączenia nartostrad „Jan”, „Liczykrupa” i „Euro" oraz budowę kolei torowej z wagonami cztero- lub ośmioosobowymi, poruszającymi się po szynach umieszczonych ok. 1 m nad gruntem, łączącej istniejący parking i dolną stację obecnej kolei. Według projektu budynek stacji górnej miał nawiązywać architektonicznie do obserwatorium na Śnieżce i powstać w miejscu istniejącego obiektu – planowano cztery kondygnacje, w tym dwie w połowie zagłębione w ziemi. Szacunkowy koszt inwestycji miał wynieść 48 mln zł.
W 2015 operator kolei poinformował, że rozpoczęcie inwestycji uzależnione jest od uzyskania dofinansowania unijnego.
Ostatecznie, istniejąca kolej krzesełkowa została wyłączona z eksploatacji 18 września 2017, a na jej miejscu powstała nowa z krzesełkami 4-osobowymi firmy Bartholet, która w systemie mieszanym dysponuje również dwiema gondolami dla osób niepełnosprawnych. Uruchomienie kolei nastąpiło 26 kwietnia 2018.

## Dane techniczne

### w latach 1959-2017
| Kolej krzesełkowa                     | na Kopę   |
| ------------------------------------- | --------- |
| Długość trasy [m]                     | 2278      |
| Poziom stacji dolnej [m n.p.m.]       | 795,2     |
| Poziom stacji górnej [m n.p.m.]       | 1325,2    |
| Różnica poziomów [m]                  | 530       |
| Podpory trasowe                       | 24        |
| Typ krzesełek                         | 1-osobowe |
| Liczba krzesełek                      | 160       |
| Zdolność przewozowa [osób na godzinę] | 461       |

### od 2018[14]
| Kolej krzesełkowa                     | na Kopę               |
| ------------------------------------- | --------------------- |
| Długość trasy [m]                     | 2278                  |
| Poziom stacji dolnej [m n.p.m.]       | 823,7                 |
| Poziom stacji górnej [m n.p.m.]       | 1353,7                |
| Różnica poziomów [m]                  | 530                   |
| Podpory trasowe                       | 17                    |
| Typ krzesełek                         | 4-osobowe + 2 gondole |
| Liczba krzesełek                      | ?                     |
| Zdolność przewozowa [osób na godzinę] | 1200                  |
| Czas jazdy [min]                      | 8                     |